# Municipio Acámbaro
Koordinaten: 20° 2′ N, 100° 43′ W
Acámbaro ist ein Municipio im mexikanischen Bundesstaat Guanajuato. Das Municipio umfasst eine Fläche von 880,3 km². Im Jahr 2010 hatte Acámbaro eine Bevölkerung von 109.030 Einwohnern. Verwaltungssitz und einwohnerreichster Ort des Municipios ist das gleichnamige Acámbaro.

## Geographie
Acámbaro liegt im Süden des Bundesstaates Guanajuato auf Höhen zwischen 1800 m und 3100 m. Das Municipio zählt zur physiographischen Provinz der Sierra Volcánica Transversal und entwässert über den Río Lerma, der durch das Municipio fließt, in den Pazifik. Das Municipio Acámbaro hat Anteil am Lago de Cuitzeo und am Stausee der Presa Solís. Knapp zwei Drittel der Geologie Acámbaros werden von Extrusivgestein eingenommen bei 20 % Alluvionen; vorherrschende Bodentypen sind der Vertisol (55 %) und der Phaeozem (23 %). Mehr als 60 % der Gemeindefläche werden ackerbaulich genutzt, knapp ein Viertel wird von Wäldern eingenommen.
Das Municipio Acámbaro grenzt an die Municipios Salvatierra, Tarimoro, Jerécuaro und Tarandacuao sowie an den Bundesstaat Michoacán.

## Bevölkerung
Beim Zensus 2010 wurden im Municipio 109.030 Menschen in 27.419 Wohneinheiten gezählt. Davon wurden 217 Personen als Sprecher einer indigenen Sprache registriert darunter 36 Sprecher des Purépecha. Gut zehn Prozent der Bevölkerung waren Analphabeten. 38,938 Einwohner wurden als Erwerbspersonen registriert, wovon ca. 71 % Männer bzw. 8,5 % arbeitslos waren. 8,7 % der Bevölkerung lebten in extremer Armut.

## Orte
Das Municipio Acámbaro umfasst 214 bewohnte localidades, von denen neben dem Hauptort auch Irámuco und Parácuaro vom INEGI als urban klassifiziert sind. Elf Orte wiesen beim Zensus 2010 eine Einwohnerzahl von über 1000 auf, 51 weitere Orte hatten zumindest 200 Einwohner. Die Größten Orte sind:
| Ort                                         | Einwohner |
| Acámbaro                                    | 57.972    |
| Irámuco                                     | 05.954    |
| Parácuaro                                   | 04.058    |
| Chupícuaro (Nuevo Chupícuaro)               | 02.273    |
| San Mateo Tócuaro                           | 01.589    |
| Chamácuaro                                  | 01.288    |
| La Ortiga                                   | 01.244    |
| San Juan Jaripeo                            | 01.173    |
| San Diego de Alcalá (Hacienda de San Diego) | 01.140    |
| Obrajuelo                                   | 01.042    |
| Los Desmontes                               | 01.016    |